# کنسوکه کاگامی
کنسوکه کاگامی (انگلیسی: Kensuke Kagami؛ زادهٔ ۲۱ نوامبر ۱۹۷۴) بازیکن فوتبال اهل ژاپن است.
از باشگاه‌هایی که در آن بازی کرده‌است می‌توان به باشگاه فوتبال توکیو و باشگاه فوتبال کاوازاکی فرونتال اشاره کرد.